# Greg Olear
Œuvres principales
- Totally Killer

Greg Olear, né le 13 novembre 1972 à Madison dans le New Jersey, est un écrivain américain.

## Biographie
Rédacteur en chef du webzine The Nervous Breakdown, il vit aujourd'hui à New Paltz dans l'État de New York.

## Romans
- Totally Killer, Gallmeister, 2011 ((en) Totally Killer, 2009)
- Fête des pères, Le Cherche midi, 2017 ((en) Fathermucker, 2011)